# Chris Colabello
Christopher Adrian Colabello, detto Chris (Framingham, 24 ottobre 1983), è un ex giocatore di baseball statunitense naturalizzato italiano, di ruolo esterno.

## Carriera

### Club
Nato nel Massachusetts, da bambino Chris si è trasferito a Rimini dove il padre Lou Colabello ha giocato per 7 stagioni dal 1977 al 1984 (con la sola eccezione della stagione 1978), vincendo 3 scudetti e una Coppa dei Campioni, mentre la madre è riminese. Durante questo periodo lo stesso Chris ha fatto parte della squadra giovanile del Rimini Baseball, conquistando il titolo nazionale nella categoria Ragazzi.
Rientrato negli States con la famiglia, ha terminato gli studi per poi iniziare una lunga parentesi nell'indipendente Can-Am League con i Worcester Tornadoes, squadra con cui gioca dal 2005 al 2011 ad eccezione del periodo ai Nashua Pride nel 2007 nella stessa lega.
Nel 2012 ha militato in Doppio-A con i New Britain Rock Cats, farm team dei Minnesota Twins così come lo sono i Rochester Red Wings, a cui Colabello si è aggregato nel 2013, avanzando in Triplo-A.
Il 22 maggio 2013 i Minnesota Twins hanno promosso Colabello nel loro team di Major League, facendolo debuttare in MLB il giorno stesso a 29 anni sul campo degli Atlanta Braves. Il 26 luglio mette a segno il suo primo fuoricampo in MLB al Safeco Field di Seattle, quando una sua battuta ha deciso al 13º inning la sfida contro i Mariners. Il 2 settembre segna il primo grand slam in Major League grazie al fuoricampo a basi piene contro gli Houston Astros al 9º inning. Nell'aprile del 2014, con i suoi 27 punti battuti a casa, ha sorpassato il record di franchigia dei Twins fatto registrare in precedenza da Kirby Puckett per quanto riguarda il numero di RBI realizzati nel singolo mese di aprile. Nei mesi seguenti tuttavia la sua produzione offensiva è diminuita, ed è stato girato nelle minors tornando ai Rochester Red Wings.
L'8 dicembre 2014 è stato acquisito dai Toronto Blue Jays. Viene aggregato ai Buffalo Bisons in Triplo-A, e nell'aprile 2015 è nominato giocatore del mese dell'International League. Il 5 maggio 2015 è tornato in MLB chiamato dai Toronto Blue Jays, giocando la prima partita con la maglia della squadra canadese il 29 maggio proprio i Minnesota Twins, gara decisa proprio da un suo fuoricampo da due punti al 9º inning per il 6-4 finale. Ha terminato quella stagione con le cifre più alte da lui messe a segno in una stagione in MLB, con una media battuta di 0.321, 107 valide, 15 fuoricampo e 54 punti battuti a casa.
Il 22 aprile 2016 è stato sospeso per 80 partite per essere risultato positivo a uno steroide. Colabello, che nelle prime 10 partite stagionali stava battendo con una media di 0,069 (2 valide su 29), da questo momento non ha più giocato in MLB.
Il 20 dicembre 2016 ha firmato un contratto di minor league con i Cleveland Indians, rimanendo però sempre in Triplo-A con i Columbus Clippers fino a quando l'8 luglio 2017 è stato rilasciato. Pochi giorni più tardi ha firmato un altro contratto di minor league, questa volta con i Milwaukee Brewers, giocando anche in questo caso sempre in Triplo-A ma con i Colorado Springs Sky Sox.
Nel 2018 è approdato nel campionato italiano avendo firmato con il San Marino Baseball.

### Nazionale
Chris ha esordito con la Nazionale italiana nel 2012 in occasione degli Europei vinti in Olanda. Ha fatto anche parte l'anno successivo alla spedizione azzurra che ha conquistato il 7º posto al World Baseball Classic 2013